# Rosengarten der Stadt Köln

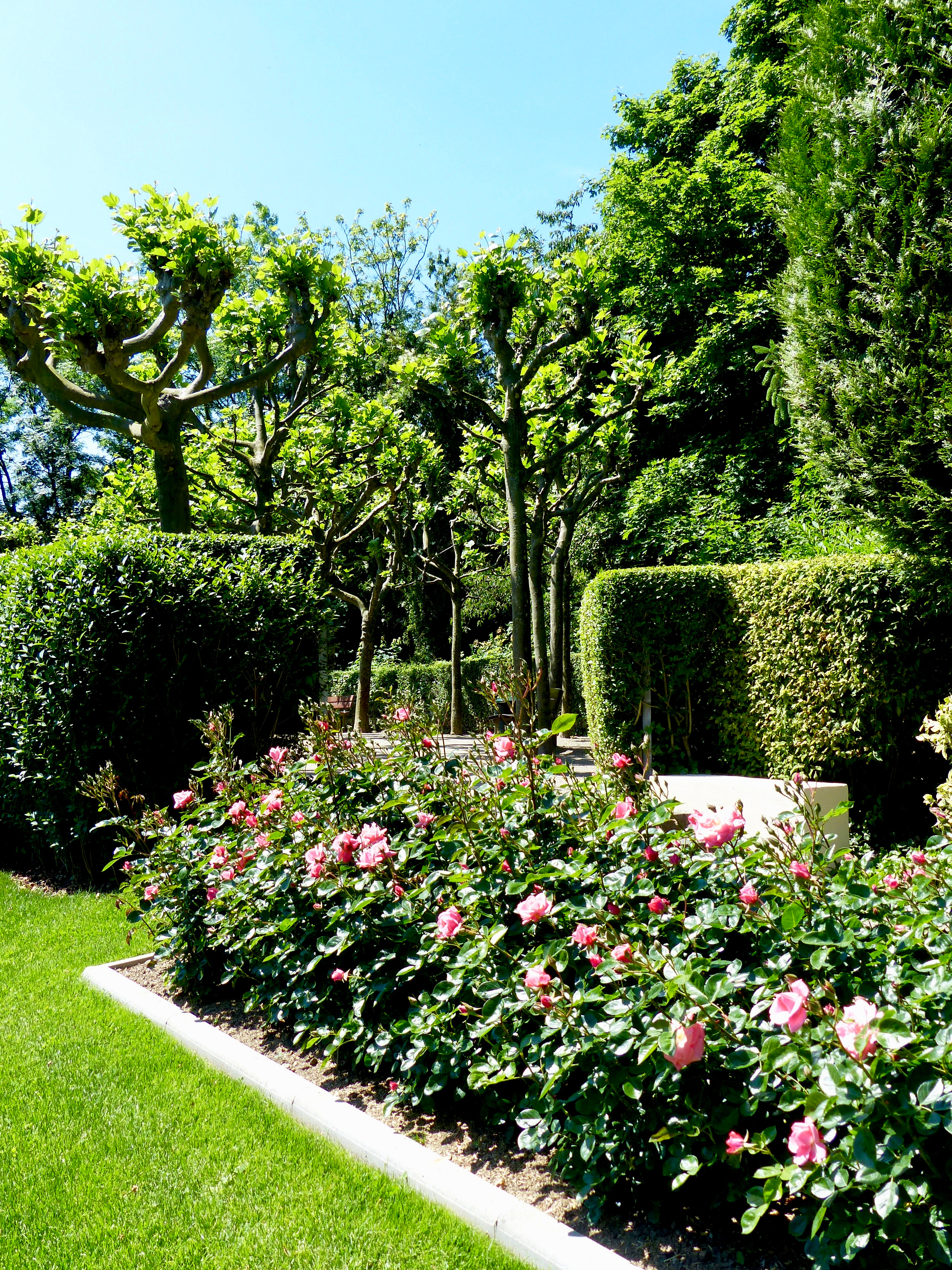
Rosenbeete im nordöstlichen Flügel des Rosengartens

Der Rosengarten der Stadt Köln befindet sich auf dem Gebiet des ehemaligen Fort X des inneren Festungsringes am Neusser Wall im Kölner Stadtteil Neustadt-Nord. Die Pläne für die Anlage des symmetrischen Rosengartens auf dem äußeren Wall der Verteidigungsanlage stammten vom städtischen Gartendirektor Fritz Encke. Seit dem 19. Juni 2008 ist der Rosengarten der Stadt Köln ein Teil des Hilde-Domin-Parkes.

## Geschichte

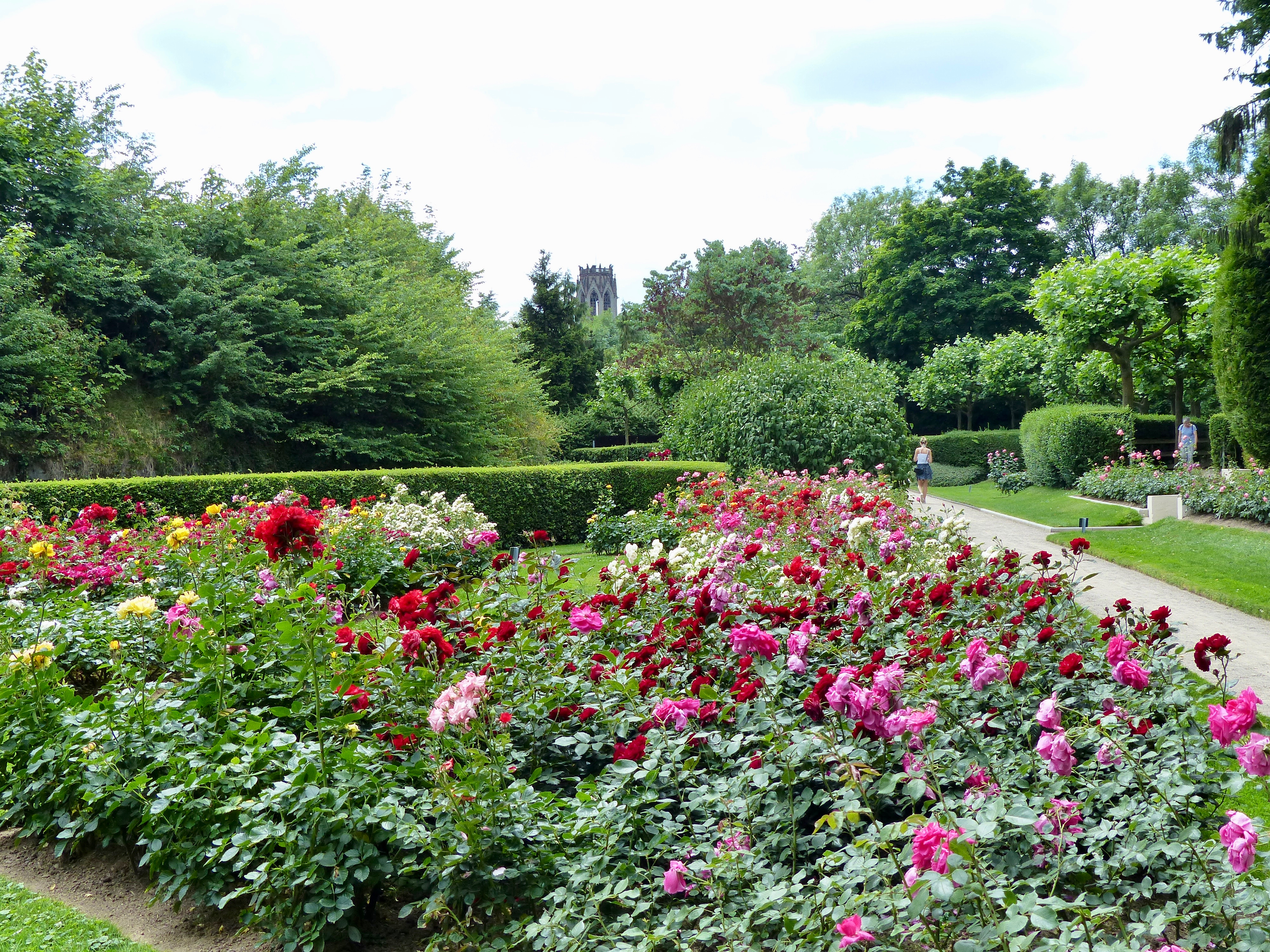
Rosengarten mit Blick auf die Agneskirche

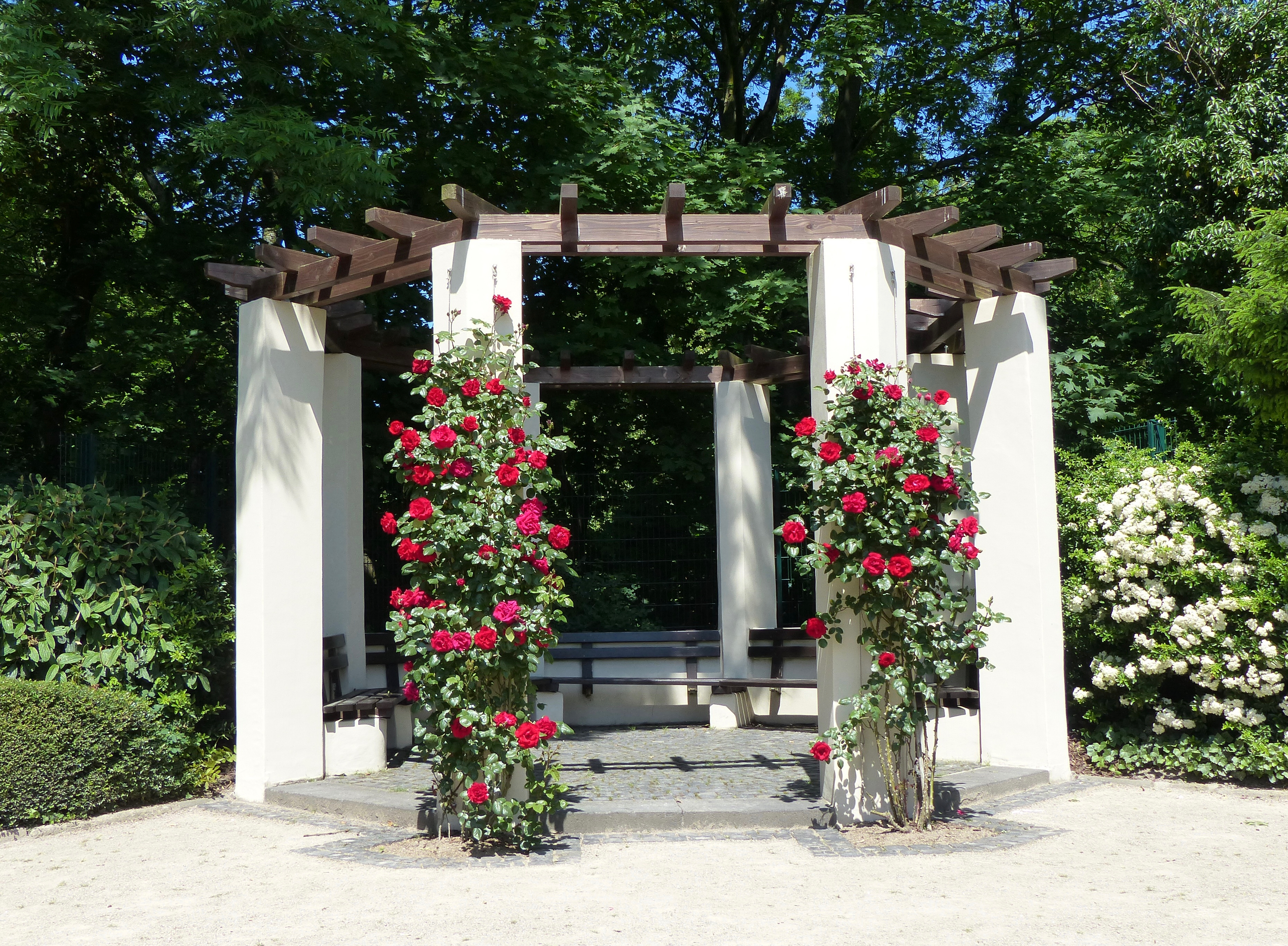
Rosenpavillon

Das Fort X wurde von 1819 bis 1825 als Verstärkung der mittelalterlichen Kölner Stadtmauer errichtet. Die Stadtmauer wurde 1881 abgerissen, und die Befestigungsbauwerke wurden zum Teil geschleift oder in der Folgezeit sukzessive umgenutzt. Nachdem diese Baumaßnahmen im Ersten Weltkrieg unterbrochen worden waren, begann 1919 der Umbau des Fort X nach Plänen von Fritz Encke, der die Pläne bereits 1914 vorgelegt hatte. Am 3. Juli 1919 genehmigte der Rat der Stadt Köln schließlich die Umbaupläne Enckes, verhinderte damit gleichzeitig den Abriss des Forts und stellte für das Projekt 37.500 Mark zur Verfügung. Die Grundstruktur des Forts wurde in die Planung Enckes integriert. Der äußere Graben des Forts wurde zudem mit Bäumen begrünt. Bis 1925 wurde die Anlage umgestaltet und der Rosengarten angelegt.
Encke schuf den Zugang zum Rosengarten über die beiden Rampen im Enveloppengraben. Der zentral gelegene Facenwallbereich über den Kasematten wurde eingeebnet und die Rosenbeete angelegt. Auf der erhöhten nördlichen Frontspitze wurde ein pergolaartiger Rosenpavillon errichtet, der über einige Stufen erreicht werden kann. Auf den ebenfalls höher gelegenen, abgewinkelten Flankenwallbereichen wurden mehrere Reihen von Platanen angepflanzt und durch zahlreiche Sitzmöglichkeiten ergänzt. Die Bäume der Glacisbepflanzung bilden einen natürlichen Rahmen der neu angelegten Gartenanlage, die gemeinsam mit dem Garten am Fort I zu den ersten neuzeitlichen Gärten in Köln gehörte.
Im Reduit wurde 1930 das Büro des städtischen Gartenbezirks eingerichtet; der städtische Gärtner bezog hier ebenfalls eine Dienstwohnung. Im Zweiten Weltkrieg wurde das Fort durch mehrere Bomben getroffen und auch der Rosengarten teilweise verwüstet. Nach dem Krieg wurde der Garten wieder hergerichtet und mit modernen Rosen bepflanzt.
Am 19. Juni 2008 wurde der gesamte Park rund um das Fort X inklusive des Rosengartens in Hilde-Domin-Park umbenannt. Die Lyrikerin Hilde Domin wurde 1909 in der Nähe des Parks, in der Riehler Str. 23, geboren und musste während der Zeit des Nationalsozialismus emigrieren.

„Nicht zufällig ist, dass ein Rosengarten in Köln, nicht weit von ihrem Geburtshaus entfernt, den Namen Hilde-Domin-Park tragen wird, hatte die Dichterin doch diese Blume als Inbegriff der Schönheit besonders geliebt. Dieser Rosengarten mit ihrem Namen kann eine ‚Gedächtnis-Stütze‘ sein, sich an die Lyrikerin und ihr Werk zu erinnern. Hilde Domin fühlte sich auch in hohem Alter noch als Kölnerin. Es freut mich, dass ihr Name künftig im Stadtbild von Köln immer einen besonderen Platz haben wird.“

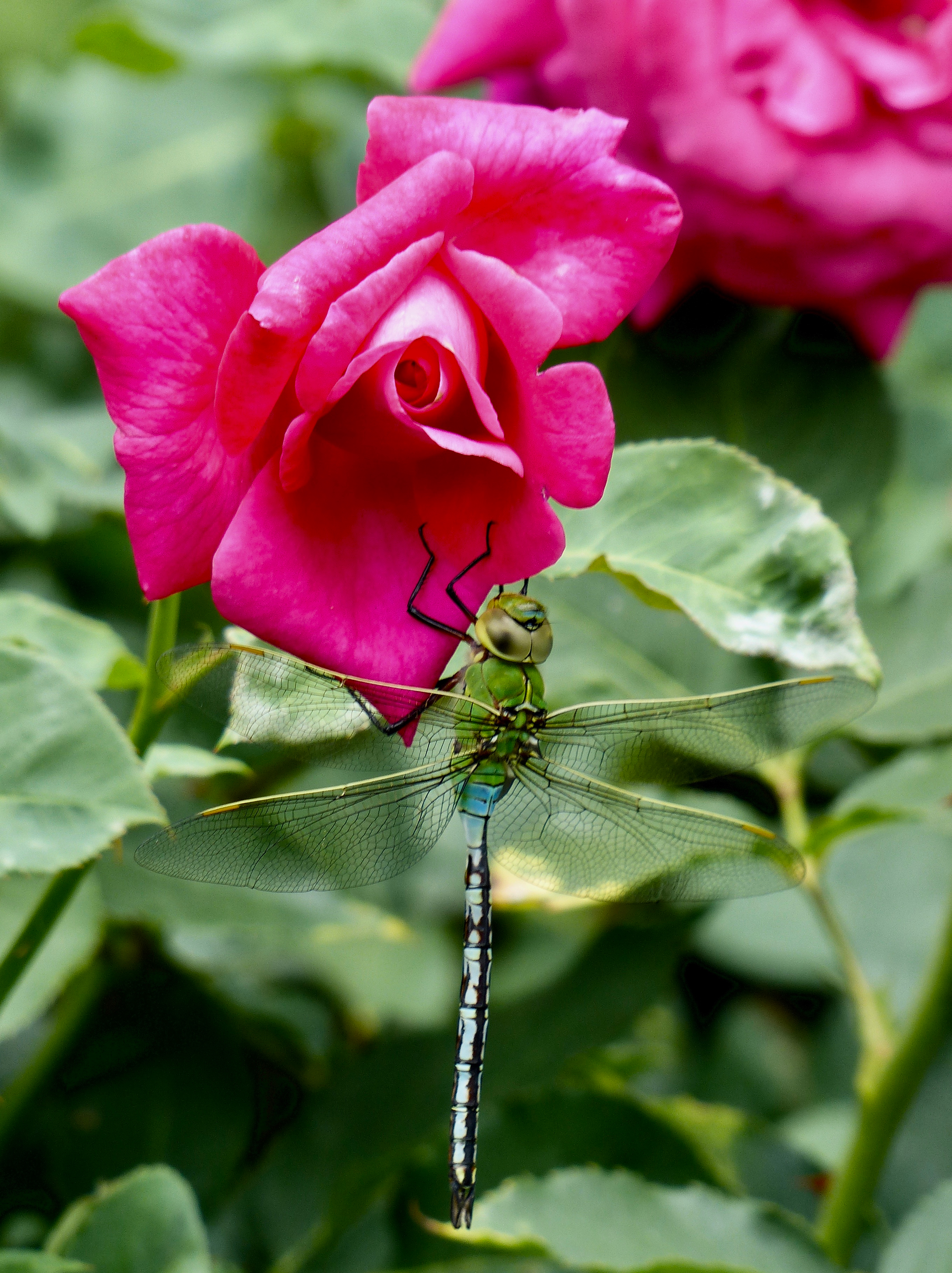
Rosa ‘Peter Frankenfeld’

Der pflegebedürftige Rosengarten wurde 2012 und 2013 mit Unterstützung der Kölner Grün Stiftung und privater Sponsoren rekonstruiert. Kernstück war die Instandsetzung des pergolaartigen Pavillons und der angrenzenden Mauer. Der Zugang zum Rosengarten erfolgt ausschließlich durch das Enveloppen Thor der Festungsanlage, das nur tagsüber geöffnet ist. Das Fort X und die von Encke konzipierte Gartenanlage steht unter Denkmalschutz.

## Rosensorten
Der Rosengarten umfasst eine Sammlung von über 70 Rosensorten, insbesondere von Züchtungen von Reimer Kordes und W. Kordes’ Söhne. Vorwiegend werden heute moderne Rosen, Floribundarosen und Teehybriden gezeigt, u. a.:
- ‘Aachener Dom’ (Teehybride)
- ‘Alabaster’ (Floribundarose)
- ‘Ave Maria’ (Teehybride)
- ‘Bella Weiß’ (Floribundarose)
- ‘Blue River’ (Teehybride)
- ‘Double Delight’ (Teehybride)
- ‘Duftwolke’ (Teehybride)
- ‘Eden 85’ (Strauchrose)
- ‘Goldmarie’ (Floribundarose)
- ‘Gräfin Sonja’ (Teehybride)
- ‘Händel’ (Floribundarose)
- ‘Hamburger Dern’ (Teehybride)
- ‘Harmonie’ (Teehybride)
- ‘Lavaglut’ (Floribundarose)
- ‘Peter Frankenfeld’ (Teehybride)
- ‘Rugelda’ (Teehybride)
- ‘Speelwork’ (Teehybride)
- ‘Trier 2000’ (Floribundarose)
- ‘Ulmer Münster’ (Strauchrose)

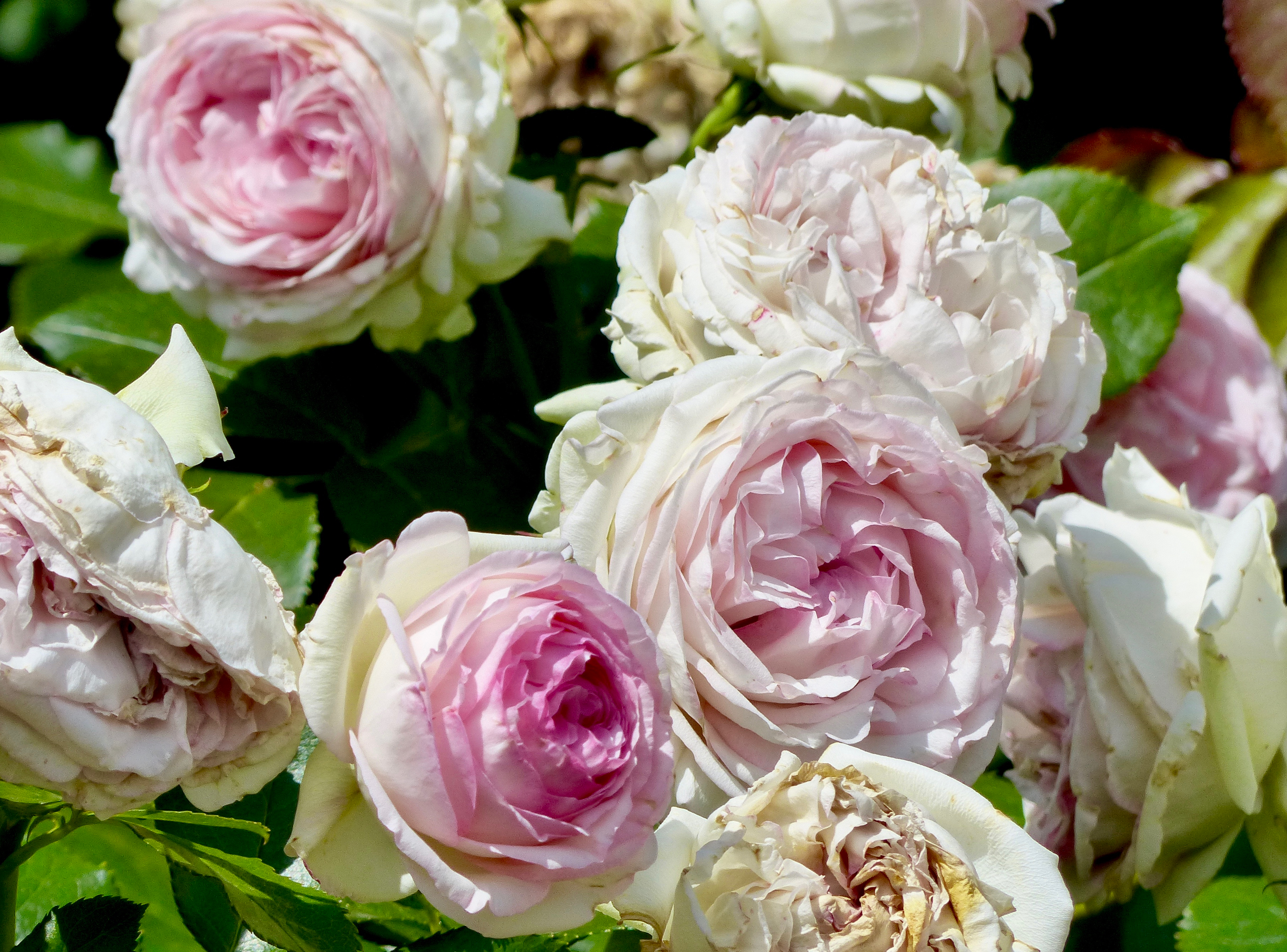
Rosa ‘Eden 85’
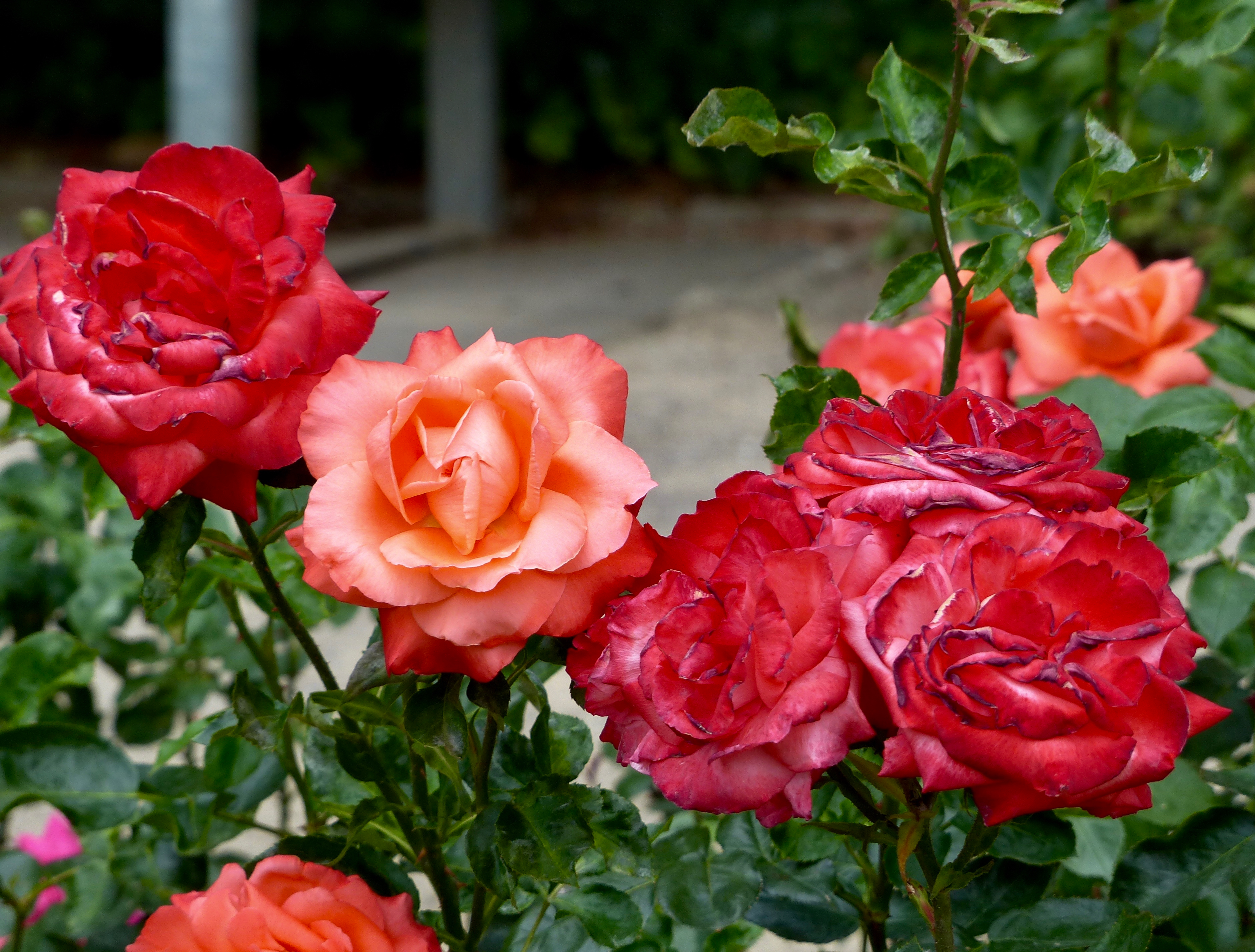
Rosa ‘Ave Maria’
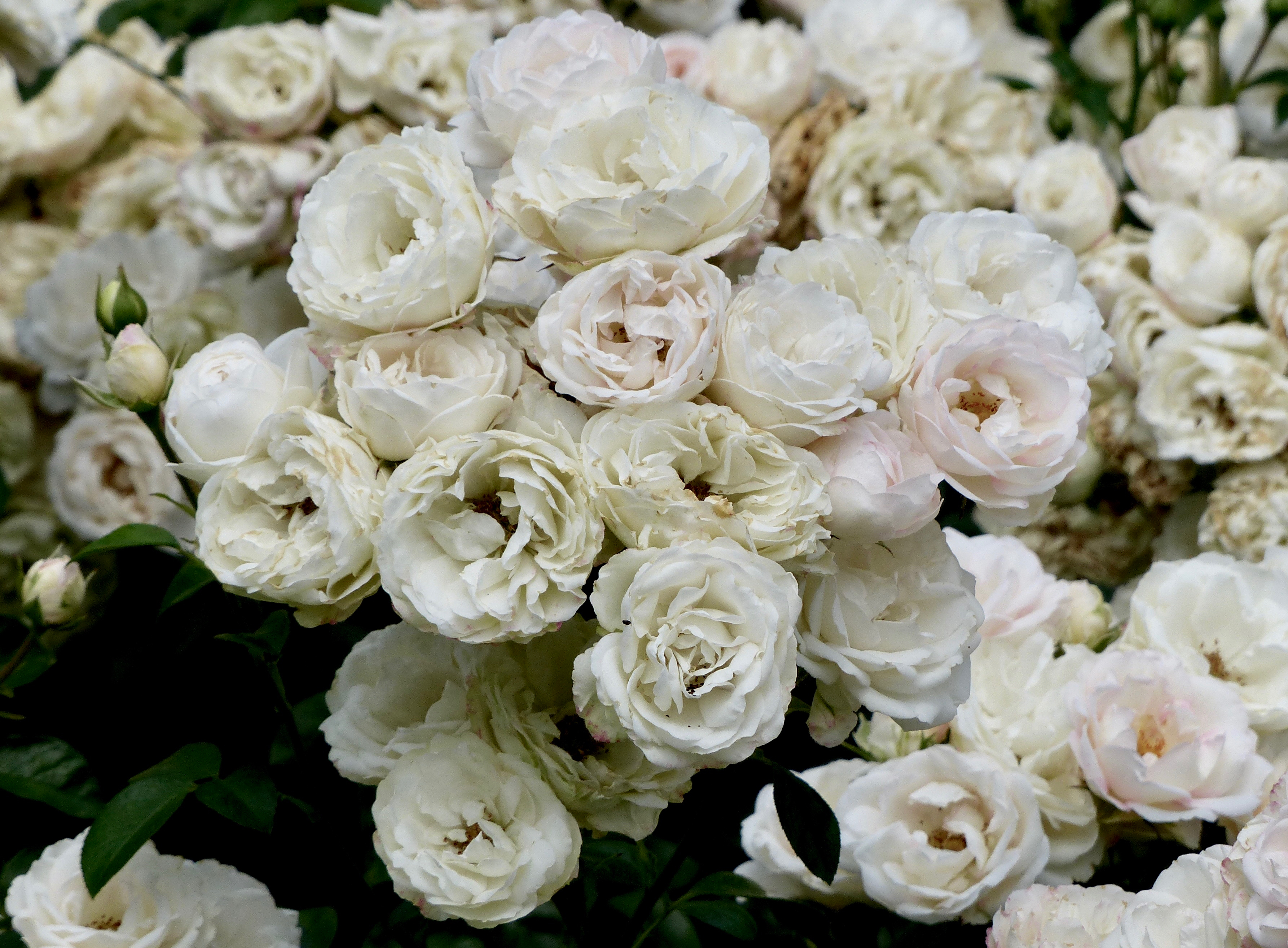
Rosa ‘Bella Weiss’
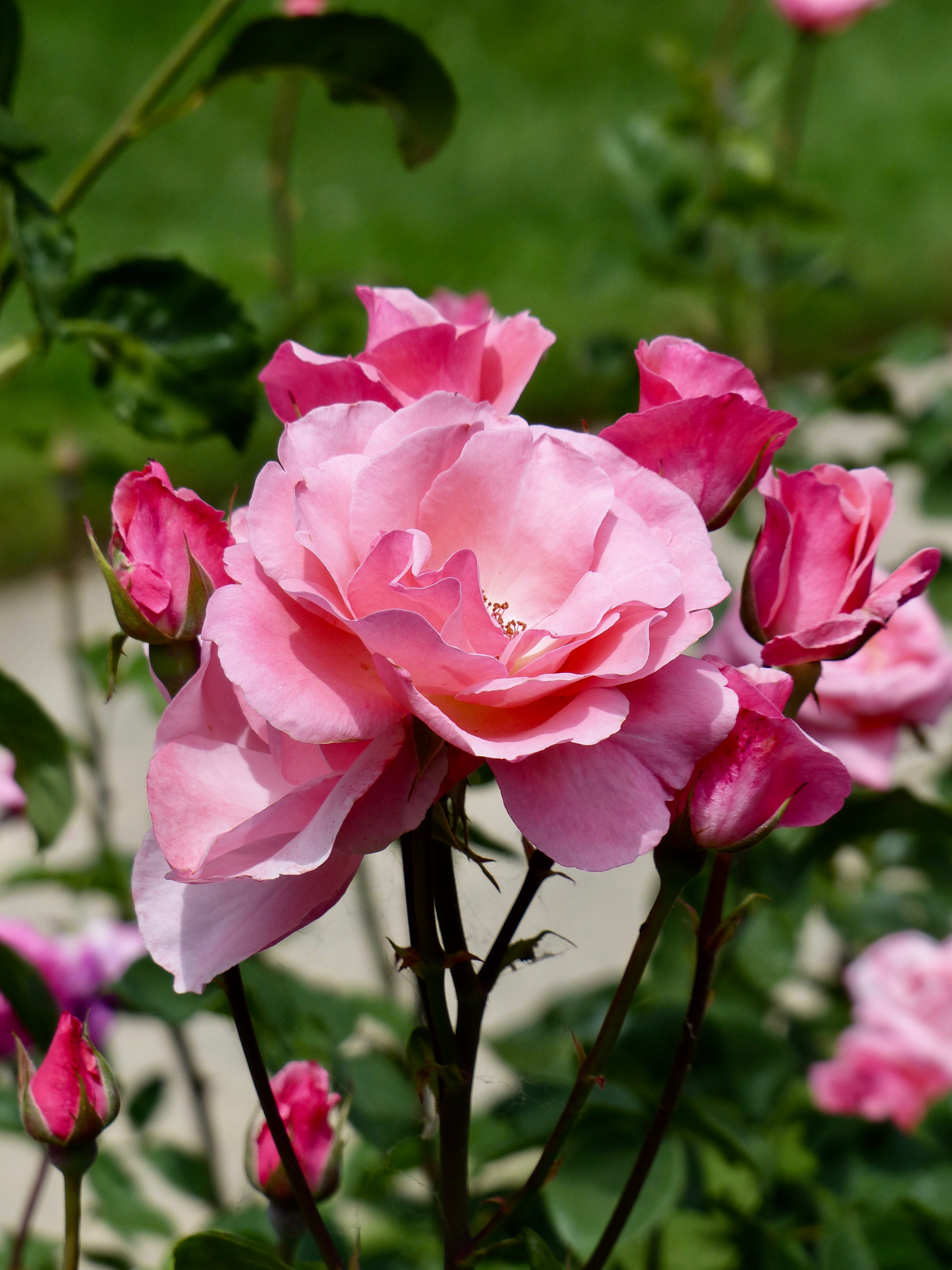
Rosa ‘Rosenprofessor Sieber’
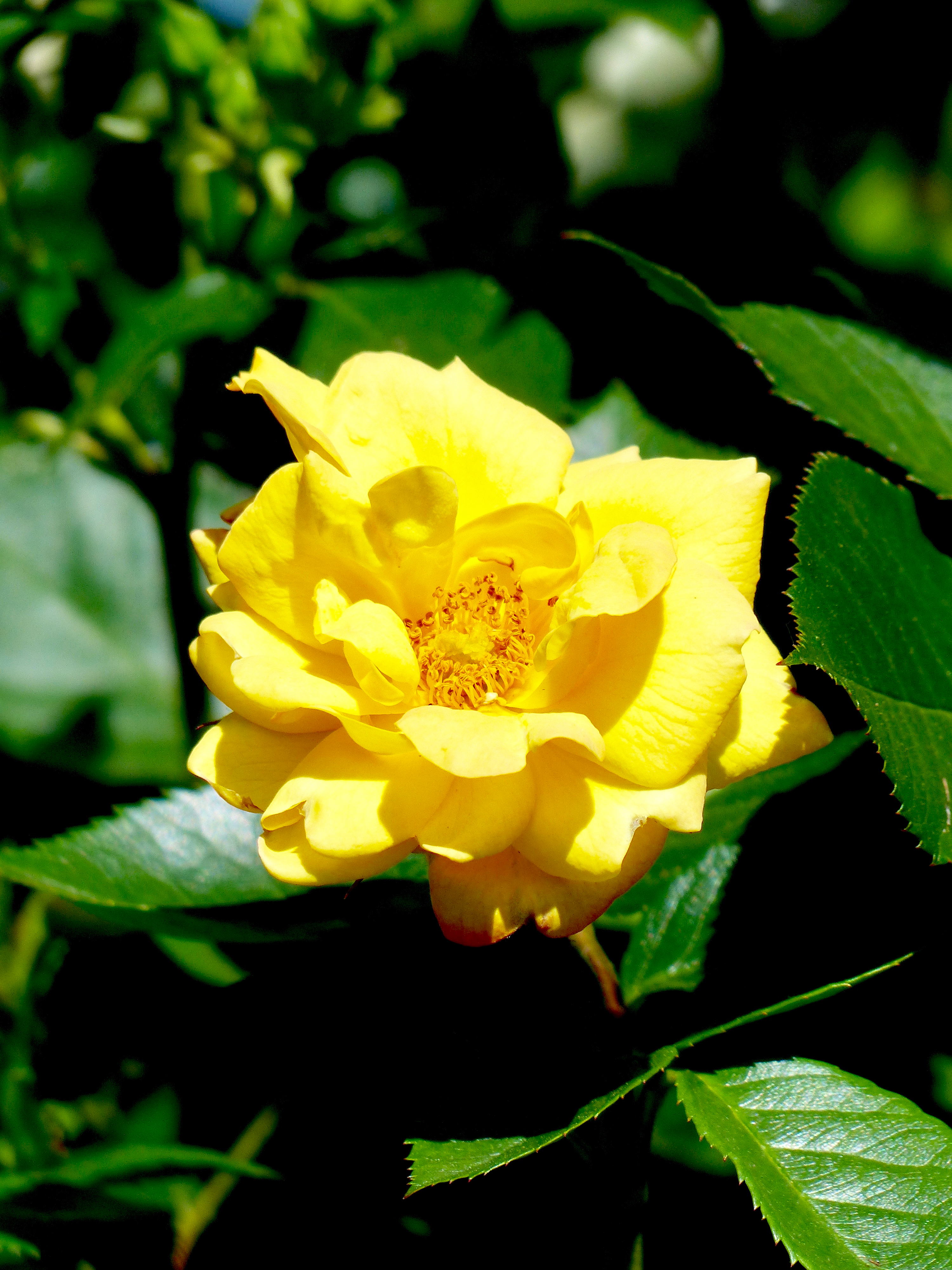
Rosa ‘Goldmarie’
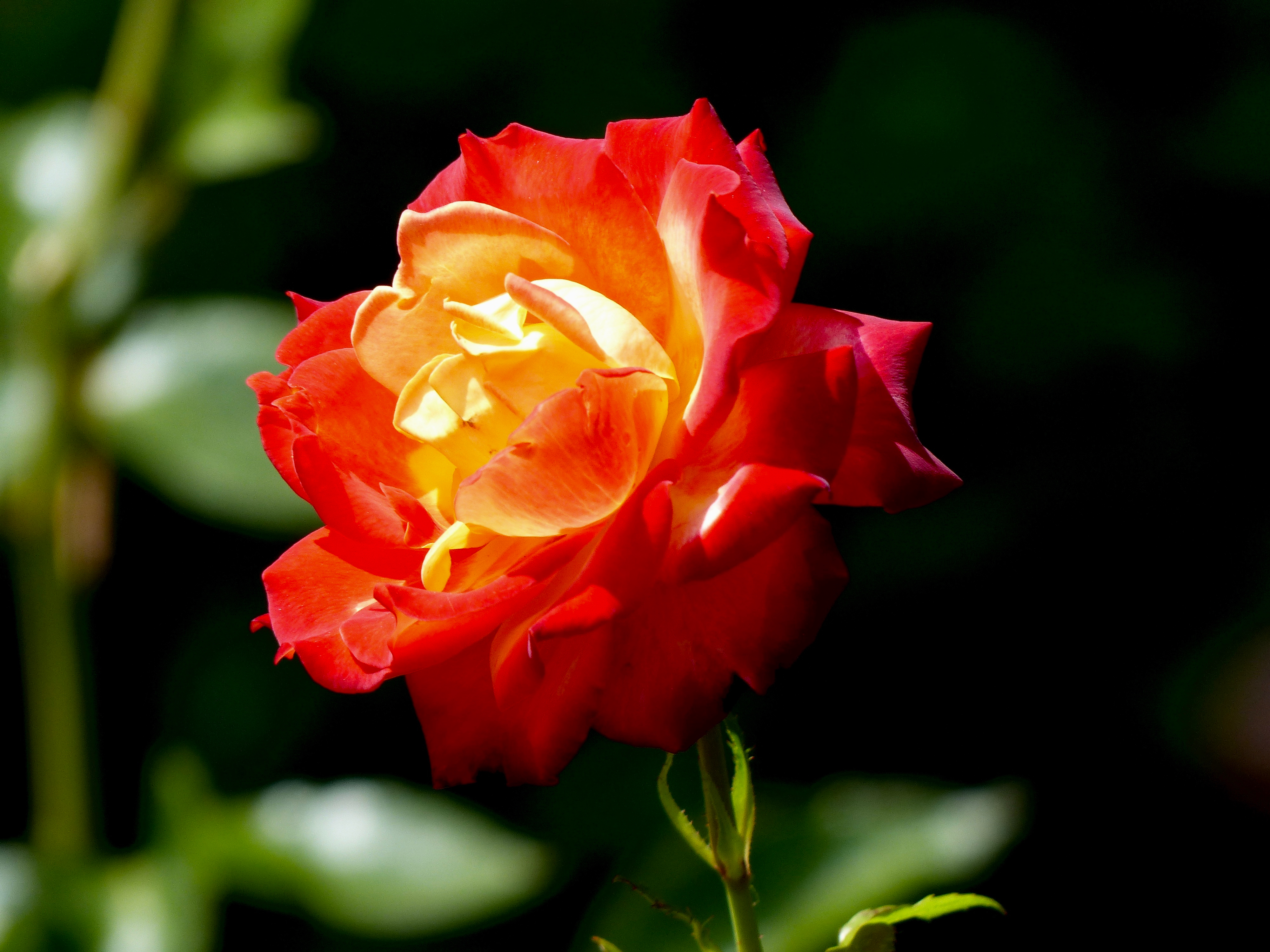
Rosa ‘Speelwork’
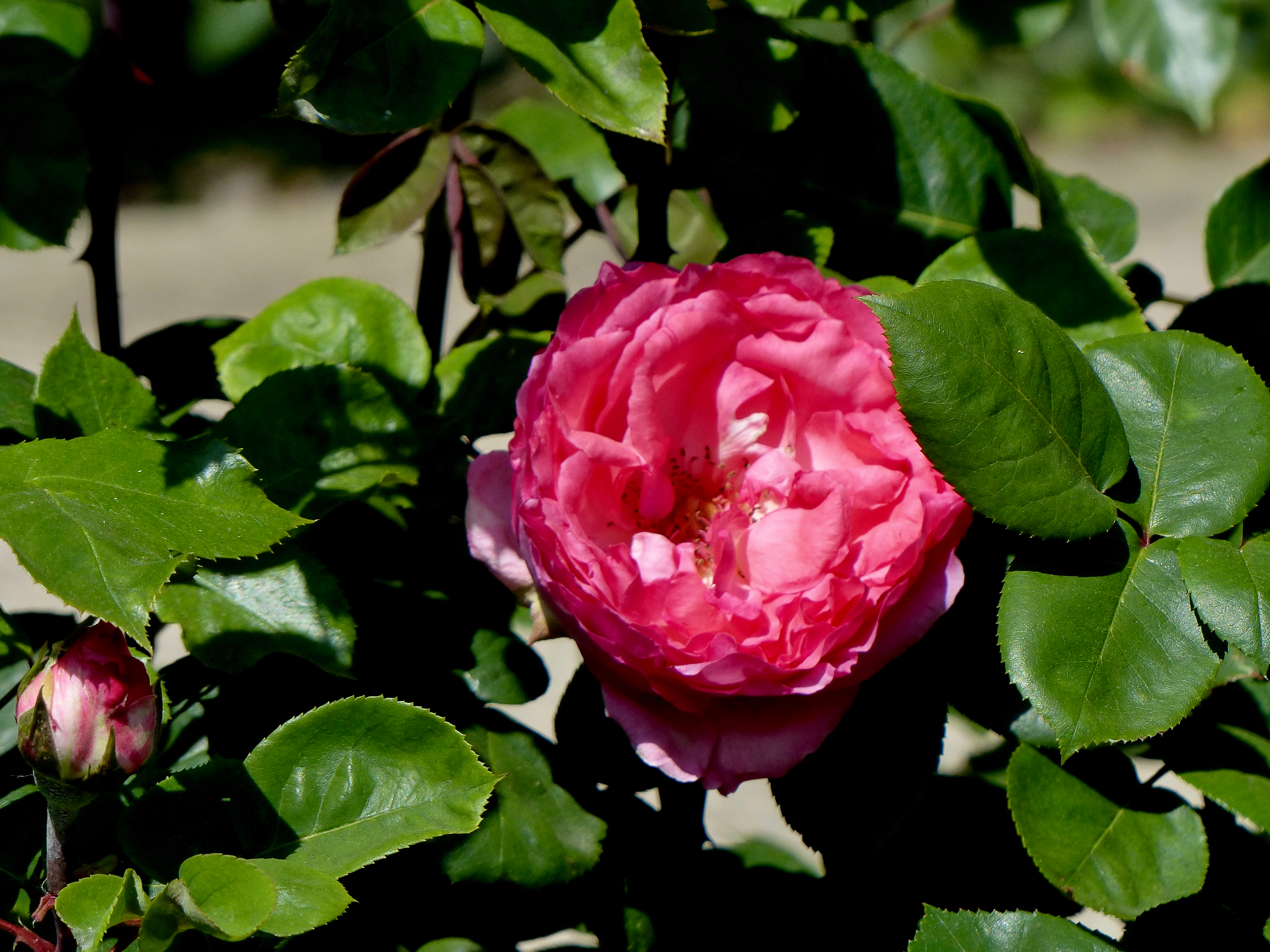
Rosa ‘Aachener Dom’

## Trivia
Der abgeschiedene Garten im Fort X bildete die Vorlage für literarische Werke, u. a. für eine Szene in Heinrich Bölls Gruppenbild mit Dame. Der Köln-Krimi Fort X – Mord im Rosengarten von Mike Schwarz hatte ebenfalls die Kulisse der Gartenanlage zum Vorbild.